# Rivière Moe (Australie)
Pour les articles homonymes, voir Moe et Rivière Moe.
Ne doit pas être confondu avec Rivière Moe (rivière aux Saumons).
La rivière Moe est une rivière pérenne du West Gippsland, bassin versant situé dans la région de West Gippsland de l'Australie, dans l'état de Victoria.

## Emplacement et caractéristiques
La rivière Moe prend sa source près d'Ellinbank, au sud de Warragul, et coule généralement d'est en nord, rejointe par un affluent mineur, avant d'atteindre sa confluence avec la rivière Latrobe, au nord de Moe, en amont du Lac Narracan, dans le Comté de Baw Baw. Une grande partie du cours de la rivière Moe est détournée via un drain, au nord de Yarragon vers l'étang de décantation de la Moe Sewerage Authority. La rivière descend 98 m sur son 18 km cours.
La rivière est traversée par la Princes Highway entre Yarragon et Darnum.